# Inventarium över svenska orglar
Inventarium över svenska orglar är en tryckt katalog i tolv delar över orglar i Sverige, som åren 1988–1991 utgavs (ISSN 1100-2700) av orgelbyggaren Tore Johansson i Tostared under medverkan av Sten-Åke Carlsson, Dag Edholm, John Fredrik Ivarsson, Kåre Nordling och Jan Håkan Åberg. För varje orgel förtecknas årtal och utförare för byggnation, utökningar och renoveringar, samt orgelns verk och stämmor. Korta beskrivningar i text förekommer också. Delarna är 24 cm höga, har ljusblå omslag, omfattar vardera 50–100 katalogsidor och avslutas med 10–20 sidor annonser.
Denna orgelkatalog har två betydande föregångare:
- Hülphers, Abraham Abrahamsson (1969[1773]). Historisk afhandling om musik och instrumenter : särdeles om orgwerks inrättningen i allmännhet, jemte Kort beskrifning öfwer orgwerken i Swerige. Musik i Sverige, 0077-2518 ; 1 (Faks.utg. /med inledning av Thorild Lindgren). Stockholm: Svenskt musikhistoriskt arkiv. Libris 874709
- Carlsson, Sten L (1973). Sveriges kyrkorglar. Lund: Håkan Ohlsson. Libris 7604068. ISBN 91-7114-046-8